# 1964-es magyar atlétikai bajnokság
Az 1964-es magyar atlétikai bajnokságon, amely a 69. magyar bajnokság volt, megszűnt a férfi 200 méteres gátfutás, és újraindult a csapatbajnokság.

## Eredmények

### Férfiak
| Versenyszám                          | Arany                                                                                | Arany      | Ezüst                                                                                  | Ezüst      | Bronz                                                                                          | Bronz      |
| ------------------------------------ | ------------------------------------------------------------------------------------ | ---------- | -------------------------------------------------------------------------------------- | ---------- | ---------------------------------------------------------------------------------------------- | ---------- |
| 100 m                                | Csutorás Csaba Bp. Honvéd                                                            | 10,8       | Rozsnyai Huba MAFC                                                                     | 10,9       | Mihályfi László BEAC                                                                           | 10,9       |
| 200 m                                | Csutorás Csaba Bp. Honvéd                                                            | 21,0       | Gyulai István Bp. HonvédMihályfi László BEAC                                           | 21,2       |                                                                                                |            |
| 400 m                                | Gyulai István Bp. Honvéd                                                             | 47,8       | Nemesházi Imre Vasas                                                                   | 49,3       | Tóth Gyula Szegedi VSE                                                                         | 49,4       |
| 800 m                                | Aradi János Debreceni EAC                                                            | 1:53,0     | Parsch Péter Vasas                                                                     | 1:53,3     | Nagy Imre Újpesti Dózsa                                                                        | 1:54,0     |
| 1500 m                               | Kiss György Győri Dózsa                                                              | 3:48,3     | Pamuki József Újpesti Dózsa                                                            | 3:50,0     | Kiss István Bp. Honvéd                                                                         | 3:50,9     |
| 5000 m                               | Mecser Lajos Salgótarjáni BTC                                                        | 14:02,2    | Kiss István Bp. Honvéd                                                                 | 14:10,4    | Szekeres Béla Vasas                                                                            | 14:12,6    |
| 10 000 m                             | Mecser Lajos Salgótarjáni BTC                                                        | 29:31,8    | Sütő József Vasas                                                                      | 29:34,6    | Pintér János Bp. Spartacus                                                                     | 29:42,8    |
| 4 × 100 m                            | Kalocsai Henrik Csutorás Csaba Gyulai István Hámori Imre Bp. Honvéd                  | 41,3       | Petrovics Péter Révész Péter Mihályfi László Vértessy Miklós BEAC                      | 41,5       | Mező Gyula Farkas Endre Margitics Béla Rábai Gyula Újpesti Dózsa                               | 41,8       |
| 4 × 200 m november 1.                | Baran János Kalocsai Henrik Gyulai István Csutorás Csaba Bp. Honvéd                  | 1:26,4     | BEAC                                                                                   | 1:26,7     | Újpesti Dózsa                                                                                  | 1:28,8     |
| 4 × 400 m                            | Kalocsai Henrik Regényi János Csutorás Csaba Gyulai István Bp. Honvéd                | 3:16,2     | Benkő János Nagy Sándor Nagy Imre Rábai Gyula Újpesti Dózsa                            | 3:16,3     | Kósa György Vértessy Miklós Révész Péter Mihályfi László BEAC                                  | 3:17,1     |
| 4 × 800 m november 1.                | Nagy Károly Nagy Sándor Pamuki József Nagy Imre Újpesti Dózsa                        | 7:55,6     | Papp Béla Rehorek Ernő Bartha László Molnár Péter Tatabányai Bányász                   | 7:56,4     | Kerékgyártó Gönczi Tibor Nagy László Aradi János Debreceni EAC                                 | 8:03,3     |
| 4 × 1500 m                           | Sütő József Benedek László Szekeres Béla Parsch Péter Vasas                          | 15:50,6    | Iharos Sándor Kiss István Jóny István Bartyik László Bp. Honvéd                        | 15:57,4    | Máthé Sándor Pamuki József Garbacz Ferenc Nagy Imre Újpesti Dózsa                              | 16:23,0    |
| 110 m gát                            | Fluck Miklós Vasas                                                                   | 14,7       | Szabó Miklós Szekszárdi Dózsa                                                          | 14,9       | Berzi Károly Diósgyőri VTK                                                                     | 15,6       |
| 400 m gát                            | Benkő János Újpesti Dózsa                                                            | 52,8       | Vértessy Miklós BEAC                                                                   | 53,4       | Oros Ferenc TFSE                                                                               | 54,0       |
| 3000 m akadály                       | Simon Attila Ferencvárosi TC                                                         | 8:45,4     | Mácsár József Bp. Vörös Meteor                                                         | 8:47,6     | Fazekas Miklós Diósgyőri VTK                                                                   | 8:50,8     |
| 20 km gyaloglás június 21.           | Kiss Antal Tatabányai Bányász                                                        | 1:38:03,0  | Göri István Debreceni EAC                                                              | 1:38:29,6  | Dinesz Béla Bp. Postás                                                                         | 1:39:43,6  |
| 50 km gyaloglás augusztus 16.        | Havasi István Bp. Postás                                                             | 4:28:36,8  | Dinesz Béla Bp. Postás                                                                 | 4:28:46,0  | Tesch Ferenc Bp. Spartacus                                                                     | 4:57:58,6  |
| magasugrás                           | Medovárszky János Békéscsabai Dózsa                                                  | 199 cm     | Kovács Nimród TFSE                                                                     | 199 cm     | Krasovecz Ferenc BEAC                                                                          | 195 cm     |
| távolugrás                           | Margitics Béla Újpesti Dózsa                                                         | 771 cm     | Hámori Imre Bp. Honvéd                                                                 | 761 cm     | Kalocsai Henrik Bp. Honvéd                                                                     | 760 cm     |
| hármasugrás                          | Ivanov Dragan TFSE                                                                   | 15,86 m    | Kalocsai Henrik Bp. Honvéd                                                             | 15,69 m    | Czapalai Gyula Újpesti Dózsa                                                                   | 15,26 m    |
| rúdugrás                             | Gagyi Endre TFSE                                                                     | 430 cm     | Török István MAFC                                                                      | 420 cm     | Hubai Gyula Bp. Honvéd                                                                         | 420 cm     |
| súlylökés                            | Varjú Vilmos VM KÖZÉRT                                                               | 18,73 m    | Nagy Zsigmond MAFC                                                                     | 18,41 m    | Fejér Géza Bp. Honvéd                                                                          | 16,86 m    |
| diszkoszvetés                        | Fejér Géza Bp. Honvéd                                                                | 52,08 m    | Kövesdi Ferenc Újpesti Dózsa                                                           | 49,45 m    | Tégla Ferenc Szegedi VSE                                                                       | 48,88 m    |
| gerelyhajítás                        | Kulcsár Gergely Bp. Építők                                                           | 79,85 m    | Krasznai Sándor Újpesti Dózsa                                                          | 75,82 m    | Varga Béla TFSE                                                                                | 69,77 m    |
| kalapácsvetés                        | Zsivótzky Gyula Újpesti Dózsa                                                        | 66,60 m    | Eckschmiedt Sándor Újpesti Dózsa                                                       | 63,51 m    | Varga Sándor Bp. Spartacus                                                                     | 59,90 m    |
| tízpróba július 18–19.               | Hubai Gyula Bp. Honvéd                                                               | 6244       | Farkasinszky Gyula TFSE                                                                | 6060       | Molnár István Ózdi Kohász                                                                      | 5298       |
| maraton július 19.                   | Sütő József Vasas                                                                    | 2:30:18,4  | Szalai Béla MTK                                                                        | 2:31:14,8  | Tóth Gyula Ózdi Kohász                                                                         |            |
| mezei futás április 19.              | Mecser Lajos Salgótarjáni BTC                                                        | 29:59,8    | Pintér János Bp. Spartacus                                                             | 30:01,0    | Simon Dénes Bp. Spartacus                                                                      | 30:13,6    |
| kis mezei futás (4 km) április 19.   | Kiss György Győri Dózsa                                                              | 11:21,6    | Iharos Sándor Bp. Honvéd                                                               | 11:24,8    | Simon Attila Ferencvárosi TC                                                                   | 11:28,2    |
| csapat 5000 m november 1.            | Simon Dénes Pintér János Schneider Mihály Kun Witz Ferenc Bp. Spartacus              | 49         | Sütő József Szekeres Béla Andok Pál Parsch Péter Schirilla György Vasas                | 65         | Sovák János Szentiványi Gergely Etényi Gyula Schiller Tivadar Krenner Antal Tatabányai Bányász | 73         |
| csapat 20 km gyaloglás június 21.    | Dinesz Béla Havasi István Stefanik Pál Bp. Postás                                    | 5:19:42,4  | Kiss Antal Tatabányai Bányász                                                          | 5:25:15,0  | Szegedi VSE                                                                                    | 5:34:25,4  |
| csapat 50 km gyaloglás augusztus 16. | Havasi István Dinesz Béla Stefanik Pál Bp. Postás                                    | 14:02:20,2 | Sorger Sándor Vasas                                                                    | 16:07:00,8 | Temesvári Gyula Gyuricza Stanzel Szegedi Spartacus                                             | 16:12:34,2 |
| csapat maraton július 19.            | Szalay Béla Mohr Kálmán Ferenc Lajos MTK                                             | 9:01:48,0  | Kun István Bp. Spartacus                                                               | 9:13:00,8  | Jáksó Ottó Novák András Sárkány István Szegedi VSE                                             | 9:27:41,0  |
| csapat magasugrás május 9–10.        | Krasovecz Ferenc Erki Imre Kisgergely Jenő Maros Iván Soóky Barna BEAC               | 188,8 cm   | Noszály Krasznai Tivadar Pataki Zoltán Hámori Imre Mihalik Géza Bp. Honvéd             | 188,4 cm   | Kovács Nimród Kállai András Skoumal András Weglarz Bálint Béres Sándor TFSE                    | 186,0 cm   |
| csapat távolugrás                    | Kalocsai Henrik Hámori Imre Puczkó József Balassi Péter Dékány Lajos Bp. Honvéd      | 705 cm     | Hasziló Ferenc Ivanov Dragan Biró Attila Kundja János Farkasinszky Gyula TFSE          | 686 cm     | Margitics Béla Szabados Lajos Mihályi Zászló Zsolt Füzesi Ede Újpesti Dózsa                    | 680 cm     |
| csapat hármasugrás                   | Kalocsai Henrik Cziffra Zoltán Puczkó József Balassi Péter Noszály Sándor Bp. Honvéd | 13,82 m    | Czapalai Gyula Füzesi Ede Margitics Béla Szabados Lajos Zászló Zsolt Újpesti Dózsa     | 13,82 m    | Ivanov Dragan Biró Attila Béres Sándor Hasziló Ferenc Kundja János TFSE                        | 13,63 m    |
| csapat rúdugrás                      | Tamás István Moldvai Ferenc Tóth Tibor Jóború Jenő Kalmár Mihály Bp. Spartacus       | 366 cm     | Csányi Zoltán Jablonszky Attila Kiss Imre Anderle Dénes Anderle Lajos Újpesti Dózsa    | 364 cm     | Csaba András Kismartoni Károly Kismartoni Péter Kismartoni János Csaba Gábor Vasas             | 362 cm     |
| csapat súlylökés                     | Fejér Géza Szécsényi József Sasvári Sándor Treiber Miklós Nagy Gábor Bp. Honvéd      | 14,99 m    | Varjú Vilmos Simkó László Hanzlik Sándor Majoros Varga VM KÖZÉRT                       | 14,06 m    | Bertók Gyula Hanzlik János Maxim Mátyás Farkasinszky Gyula Kovács E TFSE                       | 13,60 m    |
| csapat diszkoszvetés                 | Szécsényi József Fejér Géza Lévai Károly Kivágó István Friedrich Ferenc Bp. Honvéd   | 46,67 m    | Klics Ferenc Saskői Alfonz Knéz Födélmesi László Teveli Mihály Vasas                   | 43,88 m    | Harmath Attila Czmarkó Gyula Erki Imre Kolozsi András Nagy BEAC                                | 40,91 m    |
| csapat gerelyhajítás                 | Harmath Attila Pataki László Börcsök János Kabdebó Antal Hertelendi Attila BEAC      | 59,11 m    | Németh Miklós Szakasits György Szabados János Botos Péter Vajna Gábor Vasas            | 56,55 m    | Lukács János Füredi Ferenc Wéber Ádám Domán Gábor Martényi Pécsi VSK                           | 53,98 m    |
| csapat kalapácsvetés                 | Encsi István Kapcsos Lajos Kovács Zoltán Fejér Géza Walter Géza Bp. Honvéd           | 51,63 m    | Eckschmiedt Sándor Sajtár Lajos Csatári János Vajda László Katics Kálmán Újpesti Dózsa | 50,28 m    | Mecseki Attila Németh Imre Ádám Antal Petike Borbély Vasas                                     | 47,57 m    |
| csapat mezei futás április 19.       | Pintér János Simon Dénes Schneider Mihály Bp. Spartacus                              | 14         | Mecser Lajos Salgótarjáni BTC                                                          | 27         | MTK                                                                                            | 34         |
| csapat kis mezei futás április 19.   | Iharos Sándor Kiss István Jóny István Fábián Rudolf Horváth Miklós Bp. Honvéd        | 55         | Szalai István Szentiványi Gergely Papp Béla Kiss Antal Etényi Géza Tatabányai Bányász  | 88         | Parsch Péter Vasas                                                                             | 136        |

### Nők
| Versenyszám                    | Arany                                                                             | Arany    | Ezüst                                                                            | Ezüst    | Bronz                                                                           | Bronz    |
| ------------------------------ | --------------------------------------------------------------------------------- | -------- | -------------------------------------------------------------------------------- | -------- | ------------------------------------------------------------------------------- | -------- |
| 100 m                          | Markó Margit Vasas                                                                | 11,5     | Heldt Erzsébet Újpesti Dózsa                                                     | 11,7     | Such Ida BVSC                                                                   | 11,8     |
| 200 m                          | Markó Margit Vasas                                                                | 24,2     | Heldt Erzsébet Újpesti Dózsa                                                     | 24,3     | Munkácsi Antónia Vasas Izzó                                                     | 24,4     |
| 400 m                          | Munkácsi Antónia Vasas Izzó                                                       | 56,0     | Nagy Zsuzsa BEAC                                                                 | 56,7     | Kazi Olga MAFC                                                                  | 58,3     |
| 800 m                          | Nagy Zsuzsa BEAC                                                                  | 2:05,6   | Kazi Olga MAFC                                                                   | 2:09,6   | Nagy Katalin Bp. Spartacus                                                      | 2:11,6   |
| 4 × 100 m november 1.          | Csikós Katalin Szunyoghy Éva Császi Gizella Császi Katalin Szolnoki MÁV           | 50,2     | Szabó-Bende Mária Gulyás Erzsébet Füle Rozália Tyetyák Anna BEAC                 | 50,8     | Töreki Gizella Bokros Szvitek Rózsa Fogelsperger Csepel SC                      | 55,1     |
| 4 × 200 m                      | Csontos Mária Orbán Irén Heldt Erzsébet Kispál Jánosné Újpesti Dózsa              | 1:40,9   | Nagy Zsuzsa Gulyás Erzsébet Tyetyák Anna Gerhardt Zsuzsa BEAC                    | 1:45,0   | Csikós Katalin Szunyoghy Éva Császi Katalin Császi Gizella Szolnoki MÁV         | 1:46,6   |
| 3 × 800 m november 1.          | Zsilák Erzsébet Gyenes Katalin Zsilák Ilona Békéscsabai Dózsa                     | 7:10,2   | Lengyel Zsófia Szenteleki Sára Sasvári Gizella Szombathelyi Haladás              | 7:21,8   | Csepel                                                                          | 7:30,0   |
| 80 m gát                       | Jónás Ildikó Magyar Pamut                                                         | 11,9     | Pethő Mária Bp. Honvéd                                                           | 12,1     | Kovács Annamária Bp. Honvéd                                                     | 12,4     |
| magasugrás                     | Gelei Éva Szegedi VSE                                                             | 156 cm   | Bálint Edit BEAC                                                                 | 156 cm   | Steitz Anna TFSE                                                                | 156 cm   |
| távolugrás                     | Skultéty Eta Újpesti Dózsa                                                        | 602 cm   | Kovács Annamária Bp. Honvéd                                                      | 602 cm   | Mihályfi Éva Diósgyőri VTK                                                      | 589 cm   |
| súlylökés                      | Bognár Judit Bp. Honvéd                                                           | 15,60 m  | Kontsek Jolán Újpesti Dózsa                                                      | 15,06 m  | Mikuss Judit Újpesti Dózsa                                                      | 14,76 m  |
| diszkoszvetés                  | Kontsek Jolán Újpesti Dózsa                                                       | 54,17 m  | Stugner Judit Újpesti Dózsa                                                      | 51,86 m  | Bognár Judit Bp. Honvéd                                                         | 49,84 m  |
| gerelyhajítás                  | Antal Márta Vasas                                                                 | 53,72 m  | Oó Erzsébet MAFC                                                                 | 47,52 m  | Lukács Jánosné Pécsi VSK                                                        | 46,47 m  |
| ötpróba július 18–19.          | Kovács Annamária Bp. Honvéd                                                       | 4379     | Császi Katalin Szolnoki MÁV                                                      | 4139     | Oó Erzsébet MAFC                                                                | 4098     |
| mezei futás április 19.        | Nagy Zsuzsa BEAC                                                                  | 4:44,4   | Sasvári Gizella Szombathelyi Haladás                                             | 4:48,0   | Tóth Mária Bp. Helyiipar                                                        | 4:52,0   |
| csapat magasugrás              | Steitz Anna Szilas Éva Dusnoki Zsuzsa Oó Mária Vaskor Zsuzsa TFSE                 | 146,6 cm | Andor Emőke Török Emese Bács Judit Fekete Klára Fraknói Vasas                    | 146,4 cm | Bálint Edit Knapp Mária Csákvári Budavári Szabó BEAC                            | 143,0 cm |
| csapat távolugrás              | Császi Katalin Szunyoghy Éva Réti Judit Hasznos Júlia Császi Gizella Szolnoki MÁV | 495 cm   | Bács Judit Túri Rusics Éva Fekete Andor Emőke Vasas                              | 487 cm   | Kispál Jánosné Heldt Erzsébet Czirák Tünde Németh Penczi Erzsébet Újpesti Dózsa | 480 cm   |
| csapat súlylökés               | Bognár Judit Doóry Andrea Parázsó Júlia Giber Vera Miklós Dóra Bp. Honvéd         | 13,14 m  | Kontsek Jolán Mikuss Judit Stugner Judit Szűcs Éva Sik Andrea Újpesti Dózsa      | 12,85 m  | Dusnoki Zsuzsa Kótai Margit Keresztesi Katalin Kiskun Magda Radnai Ágnes TFSE   | 11,14 m  |
| csapat diszkoszvetés           | Kontsek Jolán Stugner Judit Mikuss Judit Loidl Márta Boncz Piroska Újpesti Dózsa  | 43,45 m  | Harasi Döme Margit Németh Angéla Kaposi Anna Schäffer Gabriella Bp. Vörös Meteor | 40,08 m  | Bognár Judit Jaksics Rózsa Parázsó Júlia Giber Vera Miklós Dorottya Bp. Honvéd  | 38,90 m  |
| csapat gerelyhajítás           | Rudas Ferencné Simkó Katalin Brichta Irén Gombkötő Klára Umbrai Katalin Vasas SC  | 40,43 m  | Dusnoki Zsuzsa Radnai Ágnes Kótai Auerbach Franciska Mészáros TFSE               | 39,20 m  | Bory Judit Putankó Mária Miklós Judit Giber Vera Miklós Dorottya Bp. Honvéd     | 37,45 m  |
| csapat mezei futás április 19. | Nagy Zsuzsa Monspart Sarolta Gulyás Erzsébet BEAC                                 | 22       | Korompai Éva Vasas                                                               | 35       | Gyenes Katalin Zsilák Ilona Békéscsabai Dózsa                                   | 43       |